# МиГ-8
МиГ-8 «Утка» — советский экспериментальный самолёт, разработанный в «ОКБ Микояна и Гуревича» в 1945 году.

## Особенности
Самолёт «МиГ-8» разрабатывался в инициативном порядке. Проект предназначался для испытания самолётов с большой стреловидностью крыла. Основной особенностью было использование аэродинамической схемы «Утка», что также было частью эксперимента. Предполагалось, что такая схема позволит увеличить максимальную скорость флаттера. Кроме того, толкающий винт давал возможность проверить управляемость на малых скоростях при отсутствии обдува крыла винтом, изучить управляемость на земле, вопросы взлёта и посадки в условиях отсутствия обдува винтом органов управления.
Одной из проблем, с которыми столкнулись при создании этого самолёта, был двигатель. Использовался достаточно распространённый двигатель М-11 c воздушным охлаждением; из-за расположения двигателя за кабиной возникли трудности с обеспечением его оптимального температурного режима.
Первые испытания показали, что самолёт имеет хорошую путевую, излишнюю поперечную и удовлетворительную продольную устойчивость. После небольшой переработки удалось добиться оптимальных показателей. Переработка заключалась, в частности, в перенесении рулей с законцовок крыла к его середине, изменении некоторых параметров крыла.
Самолёт не потерпел ни одной аварии, не имел предпосылок к лётным происшествиям. Накопленный опыт применения стреловидного необдуваемого крыла и передней стойки шасси использован при постройке советских реактивных истребителей.

## Лётно-технические характеристики
Технические характеристики
- Экипаж: 2 чел.
- Пассажировместимость: 2 чел.
- Длина: 6,80 м
- Размах крыла: 9,50 м
- Высота: 2,475 м
- Площадь крыла: 15,00 м²
- Масса пустого: 746 кг
- Нормальная взлётная масса: 1090 кг
- Масса топлива во внутренних баках: 140 кг
- Силовая установка: 1 × ПД М-11ФМ
- Мощность двигателей: 1 × 110 л. с.

Лётные характеристики
- Максимальная скорость: 215 км/ч
- Практическая дальность: 500 км
- Практический потолок: 5200 м